# Prokopij Petrovič Ljapunov
Prokopij Petrovič Ljapunov (rusko Прокопий Петрович Ляпунов) je bil prominenten ruski plemič (rusko dvorjan), domnevno iz rodbine Rurikidov, in vojvoda (vojaški poveljnik), ki je konec 1590. let  postal glavar plemstva perejaslaveljsko-rjazanskih dežel, * ni znano, Isadi, Moskovska velika kneževina, † 22. julij 1611, Rusko carstvo.
Bil je udeleženec vojne v nasledstveni krizi na začetku leta 1598 po smrti carja Fjodorja I., vojne, ki jo je leta 1605 Rusiji napovedala poljsko-litovska Republika obeh narodov, in spopadov v izčrpavajočih napadih Tatarov. Najbolj znan je po organiziranju in vodenju prve neuspešne vstaje proti okupatorjem Moskve aprila 1611.:835
V letih 1583-1584 je uspešno sodeloval pri izgonu Bogdana Belskega, tesnega sodelavca Ivana Groznega, ki je bil obtožen izdaje. V obdobju težav sta se Prokopij Ljapunov in njegov brat Zaharij Ljapunov leta 1598 postavila na stran Lažnega Dmitrija I., ki je bil, ko so ga razkrili kot lažnega carja, umorjen v zaroti Vasilija IV. Šujskega  in njegovih sodelavcev. S svojim zaveznikom  Filipom Ivanovičem Paškovom se je sprva uprl  Vasiliju IV. v kontroverznem kmečkem uporu leta 1606 (upor Ivana Bolotnikova), ki ni strmoglavil Vasilija IV., potem pa sta leta 1606 ali 1607 on in Paškov prestopila na Vasilijevo stran. Leta 1607 je skupaj s carjevimi silami oblegal Tulo, kjer se je skrival Ivan Bolotnikov.
Leta 1610 je skoval zaroto, ki je pomagala moskovskemu plemstvu, znanemu kot Sedem bojarjev, in njegovemu bratu Zahariju Ljapunovu odstaviti Vasilija IV. zaradi neuspeha v bitki pri Klušinu s poljskimi huzarji in plačanci.
Aprila 1611 je Prokopij skupaj s svojima močnima zaveznikoma, vojvodo Dimitrijem Troubeckojem in kozaškim atamanom Ivanom Zaruckim, vodil prvo ljudsko opolčenje (upor),  poskus izgona poljskih sil iz okupirane Moskve. Kmalu zatem je umrl. 

## Obdobje težav

### Vladavina Fjodorja I.
Do leta 1590 je Prokopij služil kot vojvoda pod podkraljem Perejaslavl-Rjazanska Dmitrijem I. Hvorostinom do njegove smrti leta 1590. Leta 1598 je bil domnevno vodja delegacije rjazanskega deželnega zbora, poslane v Moskvo na volitve novega carja po smrti Fjodorja I., ki je umrl brez dediča. Iz njegovega podpisa na končni odločbi moskovskega državnega zbora je razvidno, da je glasoval v korist Borisa Godunova. 

### V službi Borisa Godunova
V letih 1603-1603 je bil Prokopij župan zdaj izgubljenega mesta Carev-Borisov. Leta 1603 je Prokopij skupaj z Ivanom Andrejevičem Hovanskim poskušal ponovno zavzeti Zarajsk, ki so ga takrat zasedli plačanci Aleksandra Józefa Lisowskega.:835 Po bitki pri Dobriničih leta 1605 pod vodstvom Fjodorja Šeremetjeva sta bila Prokopij in sin  Vladimir poslana kot vojvode v Kromij, nedaleč od Orla, da bi branila Moskvo pred lisovčiki in Zaporoškimi kozaki.

### V službi Lažnega Dimitrija I.
Po smrti Borisa Godunova leta 1605 je Prokopij skupaj s svojim bratom Zaharijem Ljapunovim, Petrom Basmanovom in Vasilijem Golicinom prestopil na stran Lažnega Dmitrija I. v dobri veri, da je Dimitrij Ugliški, sin Ivana IV., ki je uspel pred morilci  pobegniti na Poljsko. Kot tak je bil edini zakoniti naslednik carskega prestola:835
Oktobra 1606 se je s svojimi možmi uprli vladajočemu carju Vasiliju IV. v Bolotnikovem uporu. Novembra 1606 se je v  Moskvi predal Vasiliju IV., za kar mu je slednji, verjetno okoli leta 1607,  podelil naziv "dvorjan bojarske dume".  Leta 1607 je podprl carjeve čete pri obleganju Tule, kamor so se zatekli voditelji upora, vključno z Ivanom Bolotnikovim.

### Okupacija Moskve (1611)
Med februarjem in marcem 1608 je Ljapunov poveljeval vojski rjazanskih, arzamaških in moskovskih vojvod proti kmetom, ki so se v Pronsku dvignili v upor proti Vasiliju IV. Šujskemu. Upor naj bi spodbudili Aleksander Józef Lisowski in njegovi odtrgani plačanci ter podporniki Lažnega Dmitrija II.
Pozno spomladi je Prokopij  s svojim bratom Zaharijem in rjazanskim podkraljem Ivanom Andrejevičem Hovanskim neuspešno oblegač Pronsk, ki so ga zasedli plačanci Lisowskega.:835 Bil je ranjen v nogo in je svoje vojaške dolžnosti začasno predal svojemu bratu Zahariju.
Maja 1609 ga je car Vasilij IV. poslal v Kolomno, da bi razbremenil obleganje čet, zvestih Lažnemu Dmitriju II. in Lisowskemu.
Prokopij Ljapunov in brat Zaharija sta po nenadni in sumljivi smrti Mihaila Skopin-Šujskega, vidne vojaške osebnosti, za katero naj bi bil kriv Vasilij IV., strmoglavila in izgnala Vasilija IV.:835 Septembra 1610 je tako imenovanih sedem moskovskih bojarjev  povabilo Vladislava IV., sina poljskega kralja Sigismunda III. Vase, da postane car vse Rusije. Pod pritiskom patriarha Germogena so mu postavili pogoj, da sprejme pravoslavno vero.  
Konec leta 1610 se je Prokopij odpravil zavzet Pronsk v imenu Vladislava IV., kateremu je pravkar obljubil svojo zvestobo.:835 V tem času so iz Moskve prišle novice, da so Poljaki in sedem bojarjev zaprli patriarha Germogena, ker ni hotel priznati Vladislava IV. Prokopij je zahteval patriarhovo osvoboditev, vendar mu to ni uspelo. Zaradi neuspelega Sigismundovega poskusa, da bi v Moskvo poslal svojega sina, so Poljaki okupirali Moskvo in začela se je nova nasledstvena kriza. Prokopij si je močno prizadeval za sklic Zemskega sobora, da bi ustanovil ljudsko milico, ki bi končala poljsko okupacijo, oblast in brezpravje.

### Prva ljudska milica
Ko je poljska vojska leta 1611 zasedla Moskvo, je Ljapunov v odgovor na razglase patriarha Germogena, naj se zavzame za "Sveto Rusijo in sveto [pravoslavno] vero", začel v več mestih širiti pozive k vstaji. Ustanovljena je bila   prva ljudska milica. Njen poveljnik je s pooblastili Državnega zbora postal  Prokopij Ljapunov. Marca 1611 je njegova 12-tisočglava pisana vojska brez težke oborožitve, sestavljena iz kozakov, ki so prej služili lažnemu Dimitriju I. in njemu nadrejenim Poljakom, se je z juga približala Moskvi in onemogočila okupatorjem, da bi organizirali upor. Mirovni pogovori z Janom Piotrom Sapieho junija 1611 so spodleteli.
Poleti 1611 je Ljapunov postal tako rekoč vodja tako imenovanega "Sovjeta vseh dežel", začasne vlade, ki je bila pozvana, da vzpostavi red. Vlada je 30. junija  izdala odlok, ki je ponovno uvedel nekatere stare predpise, naložil ostre kazni roparjem in preprečil nepooblaščeno pobiranje davkov in dajatev. Ljapunov je z odlokom prekršil nekatere svoje prejšnje obljube,  kar  je prispevalo k razpadu njegovega gibanja.
Uspehi niso trajali dolgo. Kuhati so se začela notranja in nepremostljiva razhajanja med ruskimi plemiči, birokracijo in kozaki, ki so sestavljali milico. Nesoglasja se je resno zaostrila, ko je eden od vojvod, zvestih Prokopiju, obsodil na smrt in po nekaterih navedbah utopil 28 kozakov, ujetih med plenjenjem  samostana Ugreša. Dejanje je zlomilo vrste milice in zapečatilo Prokopijevo usodo.:835

## Smrt
Odlok, ki sta ga objavila Aleksander K. Gosiewski, ki je takrat zasedal moskovski Kremelj in so mu grozile čete ljudske milice, ali Ivan Zarucki iz kozaške frakcije ljudske milice, je kozake razglasil za izobčence. Kozaki so avtorstvo odloka pripisali Ljapunovu. Povabili so ga na zasedanje kozaškega sveta nekje na obrobju Moskve in ga 22. julija ali najkasneje 1. avgusta 1611 napadli in ubili. :835

### Pokop
Truplo Prokopija Ljapunova so domnevno pokopali v templju preroka Elije na Voroncovskem polju. Kasneje so ga njegov sin Vladimir in ugledni Prokopijevi sodobniki ponovno pokopal v Trojiškem samostanu sv. Sergija.

## Ljapunov v kulturi
- Smrt Ljapunova je domoljubna drama Stepana Gedeonova (1816/1818-1878).
- Knez Skopin-Šujski je drama Nestorja Kukolnika. Prokopij Ljapunov je v njej upodobljen kot maščevalec smrti svojega zaveznika Skopin-Šujskega.